# 1928年アムステルダムオリンピックの陸上競技・女子800m
1928年アムステルダムオリンピックの陸上競技・女子800m（1928ねんアムステルダムオリンピックのりくじょうきょうぎ・じょし800メートル、オランダ語: Atletiek op de Olympische Zomerspelen 1928 – 800 meter vrouwen）は、1928年8月1日から8月2日にかけて開催された。いくつかのメディアでは、この種目で多くの選手が体力を消耗し、あるいは途中棄権したと主張しているが、スポーツ史学者のリン・エメリ（Lynne Emery）は選手が競技の後、普通に呼吸していたと報告している。どちらにせよ、国際オリンピック委員会（IOC）は、女子にはこの距離は過酷であると判断し、オリンピック種目から除外した。女子800mがオリンピック種目に復活したのは、1960年ローマオリンピックからである。

## 開催前の状況
オリンピックの陸上競技には元々、女子の出場が認められず、アリス・ミリア率いる国際女子スポーツ連盟（FSFI）が女子オリンピック大会を開催して成功を収め、IOCや国際陸上競技連盟（IAAF）と交渉して1928年アムステルダムオリンピックで5種目ながら女子が出場できる種目を勝ち取った。その5種目とは、100m、800m、走高跳、円盤投、4×100mRであった。女子800mはこのオリンピックまで国際大会での開催例が少なく、どんな試合展開になるのかが期待されていた。
開催前の世界記録は、リナ・ラトケ（ドイツ）が1927年にマークした2分23秒7であった。ラトケは800mを専門としながら、短距離走でも世界記録を樹立したことがあり、円盤投、走幅跳、砲丸投でも好記録を持つオールラウンダーで、カールスルーエのサッカーチームにも入団していた。
1926年にスウェーデン・ヨーテボリで開かれた第2回女子オリンピック大会に単身出場した日本の人見絹枝（大阪毎日新聞所属）は、走幅跳で5m50の世界新記録で優勝したほか、立幅跳でも2m49で優勝、円盤投で準優勝、100ヤードで3位の成績を収め、個人総合で優勝し、たった1人で国別順位でも5位を獲得した。こうして「世界のヒトミ」が誕生し、第15回全日本陸上競技選手権大会（大阪市立運動場）で100mと走幅跳で世界記録を更新して優勝、日本代表に選抜された。人見はオリンピック開催種目に走幅跳がないことを知っていたため、1927年より谷三三五コーチの下で100mの技術を磨いてきた。
事実上、100m一本に絞ってアムステルダムオリンピックに臨んだ人見であったが、7月30日の準決勝で4位となり、敗退した。ザンダムの宿舎で泣き明かした人見は「このままでは日本に帰れない」と考え、エントリーだけはしてあった800mへの出場を竹内廣三郎監督（京都師範学校教諭）に懇願した。800mの出場経験がない人見が世界のトップレベルの選手と争おうとするのを竹内は反対したが、人見の意志は固く、最後には竹内が折れた。そして竹内と男子日本代表が集まって、出場経験のない人見のためにダグラス・ロウ（イギリス）を模範とした800mの走法と戦略を叩き込んだ。

## 結果

### 予選
8月1日に開催され、13か国25人が出場した。コース取りは各選手によるくじ引きで決まった。人見が控え室入りすると、見慣れない顔に他の選手は怪訝そうな表情を浮かべた。当日は時々小雨が降っていた。

#### 第1組
マリー・ドリンジャー（ドイツ）とインガ・ゲンツェル（スウェーデン）の競り合いで始まり、2周目に入るとドリンジャーが飛び出し、ゲンツェルを3m離してゴールした。記録2分22秒4は世界記録を更新した。
| 順位 | 選手                       | 国             | 記録   | 備考      |
| ---- | -------------------------- | -------------- | ------ | --------- |
| 1    | マリー・ドリンジャー       | ドイツ         | 2:22.4 | WR, OR, Q |
| 2    | インガ・ゲンツェル         | スウェーデン   |        | Q         |
| 3    | ファニー・ローゼンフェルド | カナダ         |        | Q         |
| 4    | ジョー・マロン             | オランダ       |        |           |
| 5    | エリザベス・エストライヒ   | ドイツ         |        |           |
| 6    | ディー・ベックマン         | アメリカ合衆国 |        |           |

#### 第2組
人見は最もアウトコースから出走した。竹内監督から「予選通過を第一に、力をセーブせよ」との指示を受けた人見は、トップを走ったラトケ（ドイツ）にくっついて2位でゴールした。観戦していた野口源三郎は、ラトケが美しいフォームで終始リードし、続いて人見も余力を残しながらゴールしたと記している。
| 順位 | 選手                     | 国             | 記録   | 備考 |
| ---- | ------------------------ | -------------- | ------ | ---- |
| 1    | リナ・ラトケ             | ドイツ         | 2:26.0 | Q    |
| 2    | 人見絹枝                 | 日本           | 2:26.4 | Q    |
| 3    | ゲルトルーダ・キロソウナ | ポーランド     | 2:28.0 | Q    |
| 4    | アート・ファン・ノールト | オランダ       |        |      |
| 5    | エディー・ロビンソン     | オーストラリア |        |      |
| 6    | ジュリエット・セーヘルス | ベルギー       |        |      |
| 7    | セバスチャン・ギヨー     | フランス       |        |      |
| 8    | エミー・ペッテション     | スウェーデン   |        |      |
| 9    | ジャンニーナ・マルチーニ | イタリア       |        |      |
| 10   | レイマ・ウィルソン       | アメリカ合衆国 |        |      |

#### 第3組
ジーン・トンプソン（カナダ）がリードし、これにエルフリーデ・ヴェーファー（ドイツ）が続いて、1周を1分07秒で通過した。トンプソンは2周目のバックストレッチからさらにペースを上げ、2位に浮上したフローレンス・マクドナルド（アメリカ）を10mも引き離した。ホームストレッチでマクドナルドも必死に追い上げ1m差まで詰めたが、トンプソンが逃げ切った。記録2分23秒2は、1組のドリンジャーには及ばなかったものの、オリンピック開催前の世界記録は破った。
| 順位 | 選手                         | 国             | 記録   | 備考 |
| ---- | ---------------------------- | -------------- | ------ | ---- |
| 1    | ジーン・トンプソン           | カナダ         | 2:23.2 | Q    |
| 2    | フローレンス・マクドナルド   | アメリカ合衆国 |        | Q    |
| 3    | エルフリーデ・ヴェーファー   | ドイツ         |        | Q    |
| 4    | ミン・ドゥシャトー           | オランダ       |        |      |
| 5    | イダ・デグランデ             | ベルギー       |        |      |
| 6    | マルセル・ヌヴー             | フランス       |        |      |
| 7    | オティリア・タバツカ         | ポーランド     | 2:33.0 |      |
| 8    | ヨゼフィーネ・ラウターバッハ | オーストリア   |        |      |
| 9    | パウリナ・ラズィウィテ       | リトアニア     |        |      |

### 決勝

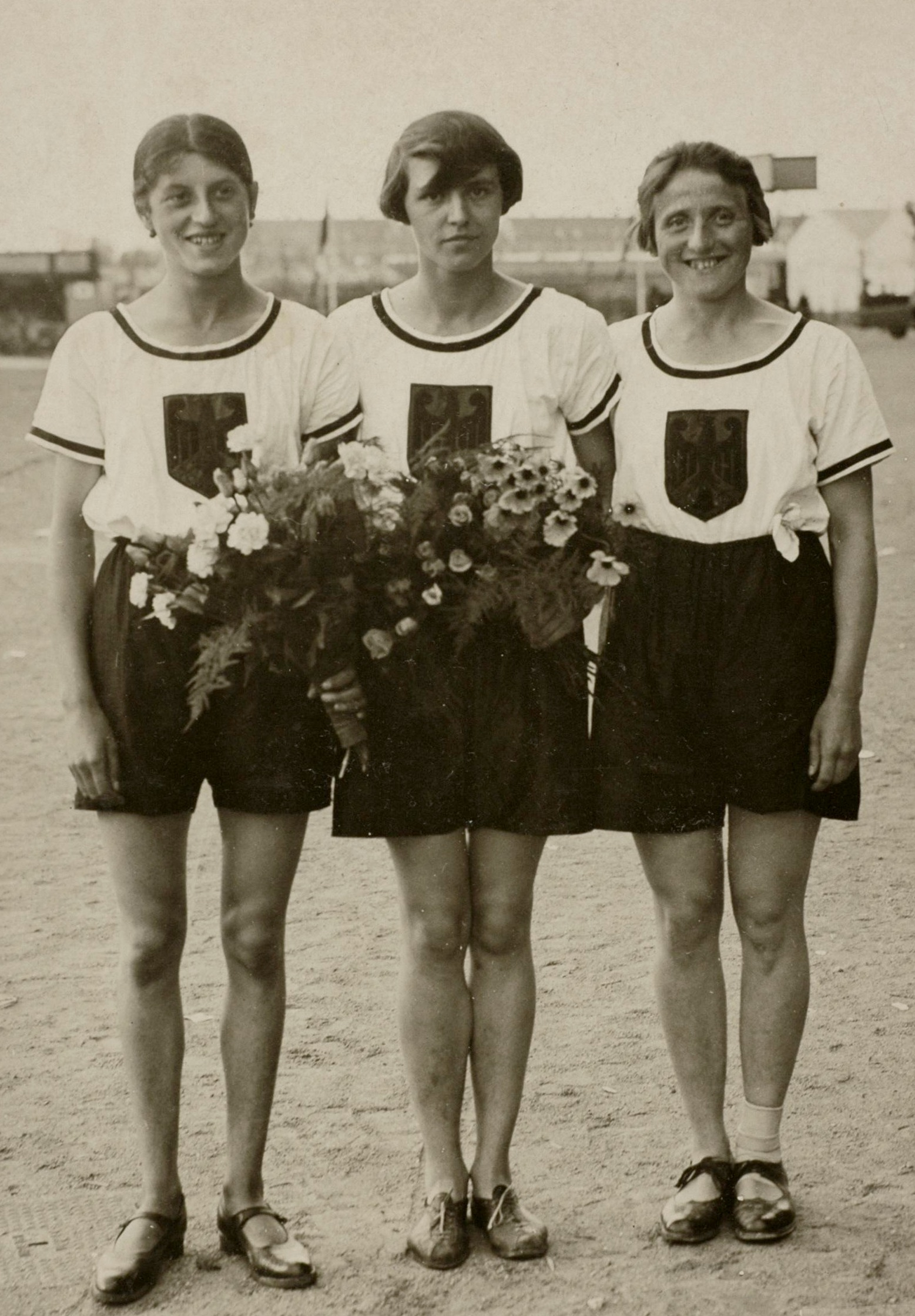
決勝に進出したドイツの3選手
左から順にドリンジャー、ラトケ、ヴェーファー

8月2日に雨の中、実施された。フィールドでは男子三段跳の予選が終わり、決勝の開始を待っているところであった。女子800mの決勝に進出したのは、日本の人見のほか、ドイツ3人、カナダ2人、スウェーデン、アメリカ、ポーランドが各1人の計9人で、いずれ劣らぬ選手ぞろいであった。前日の走りを見ていた野口源三郎は、人見が思いのほか有望なのではという予感を覚えていた。
15時50分、招集を終えた選手がスタートラインに現れた。人見は最もインコースを獲得し、号砲とともにトップに躍り出た。人見にとっては「作戦通り」だったが、これをフィールドから見ていた織田幹雄と南部忠平は「おーい、下がれ、下がれ」と声を上げた。監督らの指示は「ほかの選手について行って入賞機会をうかがえ」というものだったからである。織田らの声が届いたのか人見は下がり、ラトケ、トンプソンとローゼンフェルドのカナダ勢2人、ゲンツェル（スウェーデン）らが前に出た。第3コーナーに達した頃には人見は6位まで後退していた。人見は慌てることなく、このまま1周目を終えた。ストップウオッチを持って観戦していた野口源三郎は、レースに見入って1周目の通過タイムを見落としてしまった。
2周目の第2コーナーに差し掛かると、人見は一気にファニー・ローゼンフェルド（カナダ）とドリンジャーの2人を抜き、3位のトンプソンに追いつき、追い越した。この時2人の腕は激しくぶつかり、アウトコースから抜きにかかったトンプソンは再び人見と衝突した。ここでトンプソンがよろけ、トンプソンのスパイクが人見の右膝を引っかいた。これがなければ勝者の月桂冠は人見の頭上に輝いたに違いないと野口は感想をこぼしている。何とか3位を死守した人見は4m先のゲンツェルを懸命に追った。すでに力を使い切って脚が思うように動かなくなった人見は、竹内監督の「疲れたら腕を振れ」の言葉を思い出し、懸命に腕を振った。
スパートをかけ、よろめきながらもなんとか体勢を立て直し、最終コーナーで2位のゲンツェルを抜き去ると、前を走るのはラトケだけだった。しかしここで人見は目がかすみ、記憶が飛んだ。ラトケとの差は挽回できないほど離れていたが、1歩ずつラトケに迫っていく人見の気迫ある走りを観衆は食い入るように見つめた。記憶をなくしながらも精神力で駆け抜け、2位でゴールラインを割った。
| 順位 | 選手                       | 国             | 記録   | 備考   |
| ---- | -------------------------- | -------------- | ------ | ------ |
| 1    | リナ・ラトケ               | ドイツ         | 2:16.8 | WR, OR |
| 2    | 人見絹枝                   | 日本           | 2:17.6 |        |
| 3    | インガ・ゲンツェル         | スウェーデン   | 2:17.8 |        |
| 4    | ジーン・トンプソン         | カナダ         | 2:21.4 |        |
| 5    | ファニー・ローゼンフェルド | カナダ         | 2:22.4 |        |
| 6    | フローレンス・マクドナルド | アメリカ合衆国 | 2:22.6 | NR     |
| 7    | マリー・ドリンジャー       | ドイツ         | 2:23.0 |        |
| 8    | ゲルトルーダ・キロソウナ   | ポーランド     | 2:28.0 |        |
| 9    | エルフリーデ・ヴェーファー | ドイツ         |        |        |

800m決勝の出場者は全員完走したものの、全員がゴール後に倒れ込んだ。ほかの選手が仰向けに倒れたのに対し、人見だけはうつ伏せに倒れた。野口源三郎は皆苦しそうで、虚脱状態にあったと記している。人見はあらかじめ敷いておいた毛布を手探りで見つけ、自分の順位も分からないままその上に倒れ込んだ。トンプソンのスパイクで傷ついた膝からは血がにじんでいた。フィールドに入れるのは選手だけだったため、男子三段跳の織田幹雄と南部忠平が自分の肩に人見の腕をかけ、三段跳のピット前まで連れて行った。その様子をスタンドから見ていた日本人は皆涙したという。
意識が戻り、支えがあれば何とか立てるようになった人見の目に映ったのは、3本あるうちの左のマストにはためく日の丸であった。ようやく自らが銀メダルを獲得したことを認識した人見は「私は矢張り日本の女だ!!」、「大和魂が走らせたのだ。」と思った。ニューヨーク・イブニングポストは「人見絹枝嬢の出現をみて吾等の日本女性観に非常な誤りがあったことを痛感せざるを得ない」という社説を掲載した。

## その後
女子800m決勝の後で実施された男子三段跳決勝では、織田幹雄が日本人初の金メダルを獲得し、南部忠平が4位に入賞した。宿舎のあるザンダムに戻ると、子供たちが町の入り口で日の丸を振って出迎え、宿舎のレストランには住民有志から寄せられたユリの花が2カゴ置かれていた。夕食は祝膳となり、この日のために日本から持ち込んだアズキと餅を使って赤飯と雑煮が食卓に並んだ。
全選手が倒れ込んだのを目の当たりにしたことから、アンリ・ド・バイエ＝ラトゥール会長は「古代オリンピックに倣い、女子禁制に戻した方がいい」との私見を発表、IAAFの役員らは様々な議論を戦わせた結果、女子800mの継続開催に賛成が9、反対が12で「800mは女子には過酷で健康を害するので除外する」との判断を下した。女子800mは、1960年ローマオリンピックに復活するまでの32年間、実施種目から除外されることとなった。
この試合をスタンドから観戦していた野口源三郎は、『第九回オリムピック陸上競技の研究』という本を1929年に上梓した。この中で女子800mの成績が10年前の日本の男子選手と同じくらいだと評し、女子陸上競技の国別ランキングで日本が出場21か国中7位となったことについて、人見を讃えるとともに、近い将来に日本の女性の平均体位をここまで向上させたいものだ、と述べた。女子の陸上競技に反対する国がある一方で、そうした国でも女子の陸上競技は盛んに行われており、女子の特性に応じて適切に行われるのであれば、スポーツとしての価値があるとの意見を表明した。
人見はその後、女子オリンピックから改称した第3回国際女子競技大会（チェコスロバキア・プラハ）など各地の国際大会を転戦し、忙しい合間を縫って講演会をこなした無理が祟り、1931年8月2日に24歳の若さで生涯を閉じた。くしくもアムステルダムオリンピックで銀メダルを獲得してからちょうど3年の日であった。人見の次に日本の女子でオリンピックの陸上競技でメダルを獲得したのは1992年バルセロナオリンピックの有森裕子であり、その間64年もかかった。偶然にも人見と有森は同じ岡山市出身である。